# ジャマイカ

ジャマイカ
Jamaica

国の標語：Out of Many, One People
 （英語: 多くの部族から一つの国民に）
国歌：Jamaica, Land We Love（英語）
ジャマイカ、我々の愛する地

ジャマイカ（英語: Jamaica 英語発音: [dʒəˈmeɪkə] ( 音声ファイル)）は、カリブ海地域に位置する立憲君主制国家である。首都はキングストン。

## 概要
中央アメリカ、カリブ海の大アンティル諸島にある島国で、英連邦王国の一国。また、イギリス連邦加盟国でもある。北にはキューバとケイマン諸島が、東にはジャマイカ海峡を隔ててイスパニョーラ島に位置するハイチとドミニカ共和国がある。

## 国名
正式名称はJamaica（英語での発音はカタカナ転記するならジャメイカに近い）。
日本語の表記は、ジャマイカ。なお日本語においては、「米」「英」「墨（メキシコ）」などといった漢字による略称は用いられていない。
国名は、先住民だったアラワク人の言葉Xaymaca（ザイマカ）にちなむ。この言葉は、木と水の地あるいは泉の地を意味する。当初スペイン植民地となった際にスペイン語でJamaica（ハマイカ）と綴られ、後にイギリス植民地になると綴りは変えられずに読みだけが英語読みになり、Jamaica（ジャメイカ）と呼ばれるようになった。ジャマイカ英語ではJameeka、ジャマイカ・クレオール語ではJamieka、Jomieka、Jumiekaなどと呼ばれる。

## 歴史

### アラワク
ヨーロッパ人の到来する前のジャマイカには、南米のギアナ地方から渡ってきたとされるアラワク系のタイノ人や、カリブ人が存在していた。

### スペイン統治時代
1492年にクリストファー・コロンブスがアメリカ大陸を「発見」すると、多くのヨーロッパ人がジャマイカを訪れた。1494年にはコロンブス自身が第二回航海において、ジャマイカ島を訪れた。その後1509年にスペイン領となった。スペインはこの地にサトウキビのプランテーションを設置して、アラワク族を容赦なく酷使したため、その数が著しく減少した。スペインは西アフリカから黒人奴隷の輸入によって労働力を確保した。
しかし1655年、イギリス護国卿オリヴァー・クロムウェルの命を受けてのイスパニョーラ島攻略に失敗したイギリス海軍提督ペン（アメリカ合衆国のペンシルベニア州を創設したウィリアム・ペンの父）とベナブルズ将軍が、残存兵力を率いてジャマイカに侵攻し、ほぼ無血でこの島を占領した。

### イギリス統治時代

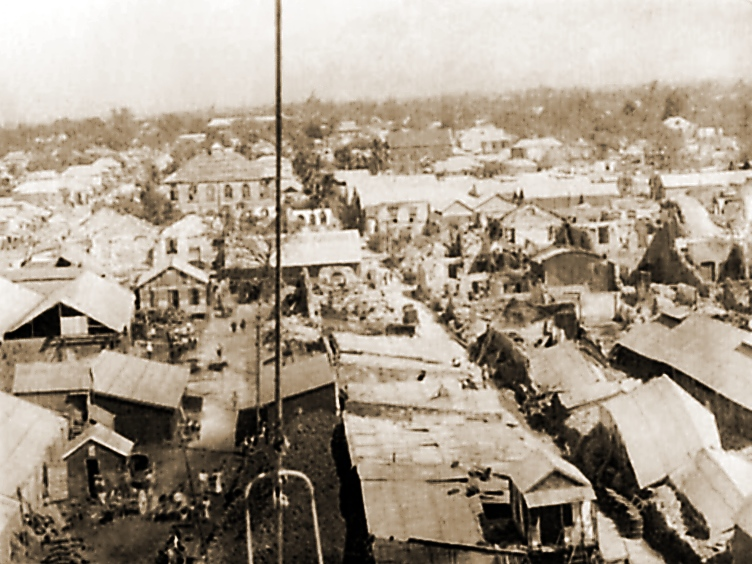
1907年のキングストン

1670年にマドリード条約によって正式にイギリス領になった。イギリスは港町ポートロイヤルを首府とし、ジャマイカにはイギリス海軍の司令部が置かれ、海賊や私掠船の母港となった。1692年の大地震で町が倒壊したため、北のキングストンに首府が移った。さらにイギリスはジャマイカを拠点にしてカリブ海への影響力を強め、ミスキート族の王国、モスキート海岸（現ニカラグア、ホンジュラス）や、英領ホンジュラス（現ベリーズ）がイギリス領になったのもジャマイカからの圧力のためであった。
黒人奴隷や逃亡黒人（ジャマイカのマルーン）の反乱（1731年の第1次マルーン戦争、1795年の第2次マルーン戦争）は長い間続き、コロマンティ（アカン族の黒人奴隷）が蜂起したタッキーの反乱（1760年）なども起こり、ハイチ革命（1791年 - 1804年）の際にはトゥーサン・ルーヴェルチュールによるジャマイカ侵攻の可能性もあったが、結局は実行されなかった。ラテンアメリカ諸国の独立時にも白人支配層によってジャマイカが独立するような動きは存在しなかった。バプテスト戦争（1831年 - 1832年）は奴隷制度廃止法案 (1833年)の成立に大きな影響を与えた。1865年には英国の支配に対する大規模な黒人の反乱が起き、総督エアは召喚されてジャマイカは英国の直轄領となった（ジャマイカ事件、Morant Bay rebellion）。

### 西インド連邦〜独立
1938年にジャマイカ労働党（JLP）が設立され、1958年から1961年まで西インド連邦が樹立された。1959年にはイギリスから自治権を獲得し、1962年にイギリス連邦加盟国として独立（ジャマイカの独立）。なお、独自の元首を持たず、イギリス国王を元首とした（英連邦王国）。その後、保守のジャマイカ労働党と非同盟・民主社会主義政党の人民国家党が交互に政権に携わっている。近年は親米路線を踏襲している。

## 政治

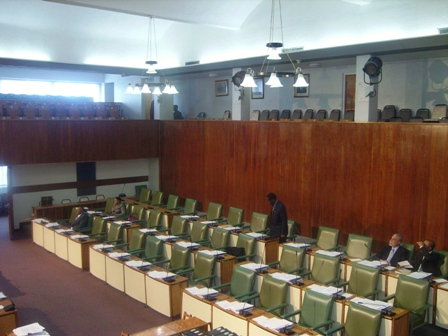
議会の内部

政治体制はジャマイカ国王を国家元首とする立憲君主制。英連邦王国のため、ジャマイカ国王の地位は名目的にイギリス国王と同一人物となっており、首相の推薦に基づき国王が任命する総督がその権限を代行する。
議院内閣制のジャマイカでは、行政府の長たる首相が政治の実権を握る。総選挙の結果、下院で第一党となった政党の党首が総督によって首相に任命される。閣僚は首相の助言に基づき総督が任命する。
立法権を有する議会は両院制である。上院は全21議席。首相が13人を、下院の野党党首が8人を推薦し、総督が任命する。下院は、全63議席。議員は国民の選挙によって選出される。上下院とも任期は5年。
ジャマイカの政党には自治権の拡大と民主社会主義を掲げる人民国家党（PNP）と労働条件の改善など現実的な社会改革を求める保守中道のジャマイカ労働党（JLP）があり、二大政党となっている。ほかに国民民主運動、統一人民党なども存在する。

### 君主制廃止の動き
前首相ポーシャ・シンプソン＝ミラーは就任翌日の2012年1月6日、独立50周年である2012年中に独自の大統領を置き、共和制に移行する計画を発表した。
パトリック・アレン総督が国家元首を国王から象徴大統領に変更する憲法の修正を2016年4月16日までに議会に提案した。
同じく英連邦王国であったバルバドスが独立55周年の節目に共和制へ移行したことに触発され、アンドリュー・ホルネス首相は2021年12月に共和制へ移行する計画を発表した。移行予定日は独立60周年を迎える2022年8月6日としていたが、憲法で定められた手続きを完了するには日程が足りないことから日付を見直すことが2022年4月に発表された。

## 国際関係

### 日本との関係
日本とジャマイカは1964年に正式に国交を樹立した。
日本政府はジャマイカがイギリスから独立した1963年に国家承認を行ない、1964年3月に両国間における正式な国交を樹立し、2014年には、国交樹立50周年を迎えた。2015年現在、両国は互いの首都にそれぞれ、日本がキングストンに、ジャマイカが東京に大使館を開設している。特にコーヒーは両国のつながりを保つ役割を果たしてきた。

## 軍事
ジャマイカ国防軍は約2,800人（総人口の0.1%）の兵力規模で、ジャマイカ連隊を基幹に小規模な沿岸警備隊と航空団を有している。近年は麻薬密輸や凶悪犯罪対策のために警察支援活動を実施している。

## 地理

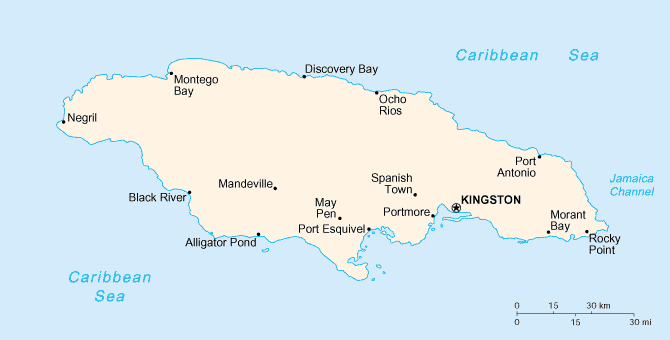
ジャマイカの地図

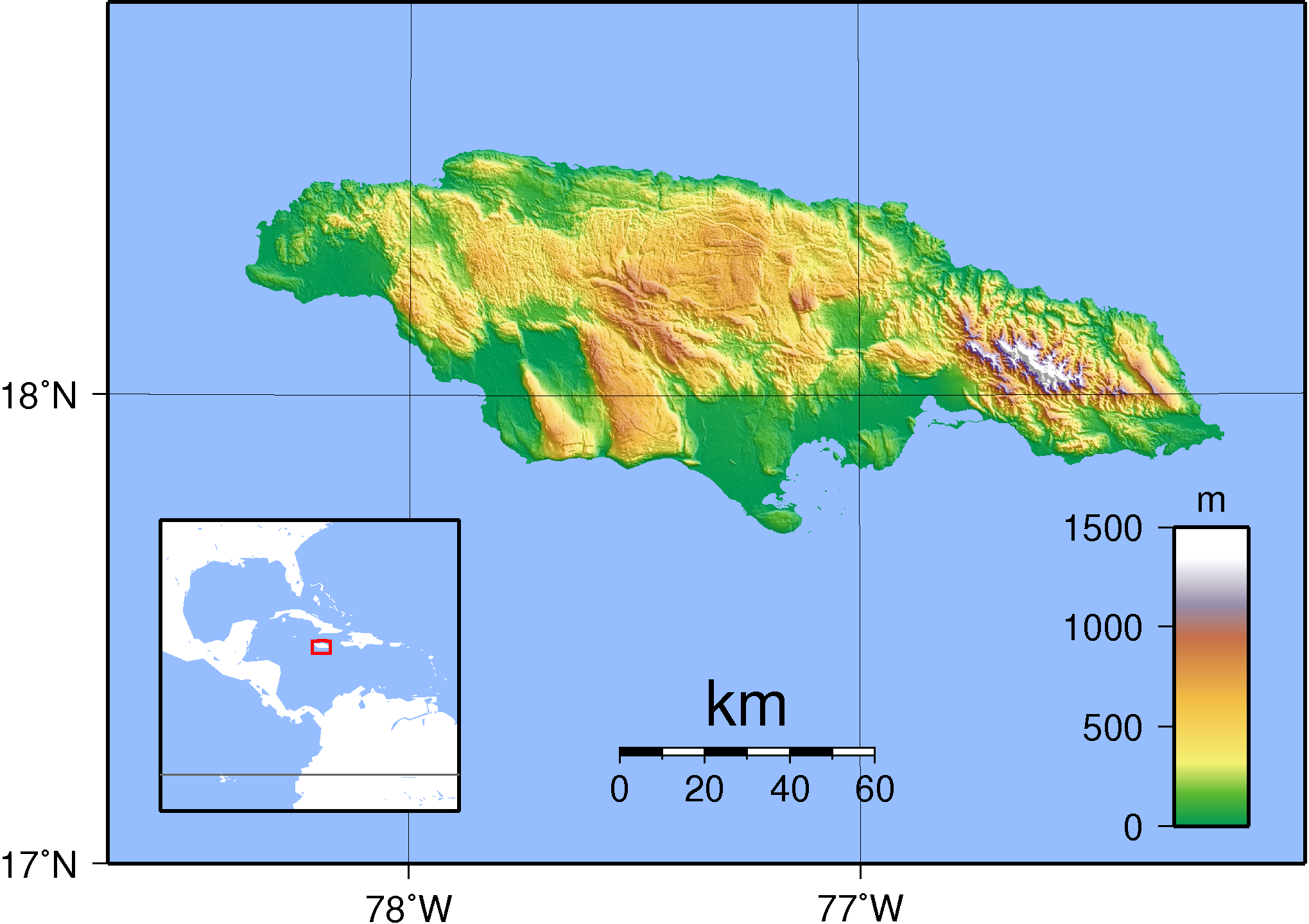
地形図

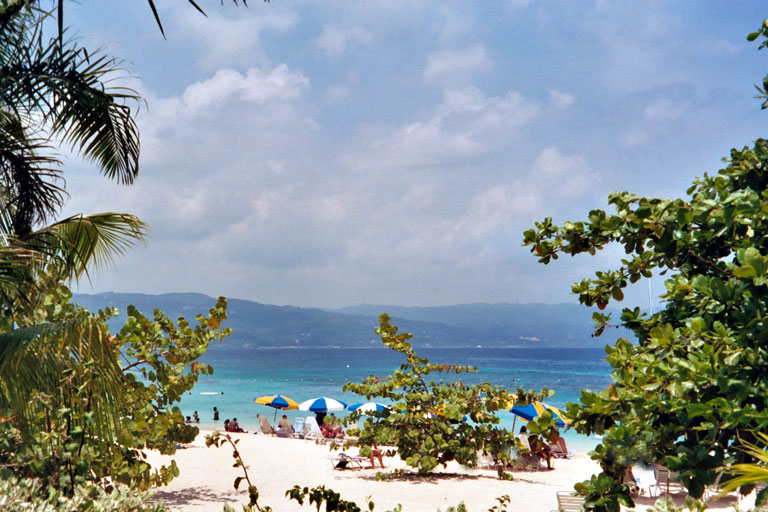
ジャマイカ湾

ジャマイカは島国であり、キューバから160km 南に位置する。主体となるジャマイカ島は大アンティル諸島で三番目に大きい島であり、面積 10,991km2 と岐阜県ほどの広さとなっている。山がちな島で中央部には山脈が連なり、国内最高峰は首都キングストンの東部近郊にあるブルー・マウンテン山脈のブルーマウンテン山（2256m）である。ジョン・クロウ山脈（1143m）はブルーマウンテン山脈のすぐ付近にあり、ブルーマウンテン山脈と共にブルー・アンド・ジョン・クロウ・マウンテンズ国立公園を構成している。モチョ山脈、ドライハーバー山脈などの山脈や、コクピット・カントリーの様な緑に覆われた山岳地帯もある。
120にも及ぶ川が流れ、島は緑豊かな熱帯雨林に覆われた島である。本島から南、約50km から70km 離れた無人の珊瑚礁ペドロ諸島とモラント諸島はジャマイカ属領である。
モンテゴ・ベイの付近の海はモンテゴ・ベイ海洋公園となっている。メイ・ペンの南方の海岸付近のアリゲーター・ホール（Alligator Hole）と言うマングローブの湿地にはワニも生息している。また、ジャマイカ周辺には約49の小さな島が存在している。
ジャマイカの気候は熱帯で暑く湿っているが、内陸部ではやや穏やかな気候になる。南岸のリグアニア平原とペドロ平原のような地域では相対的に乾燥した雨陰の地域となる。ジャマイカは大西洋のハリケーン・ベルトに位置しており、そのためにかなりの被害を受けることがある。1951年のチャーリーと1988年のギルバートがジャマイカを直撃し、多くの被害と死者を出した。2000年代にはアイヴァンとディーンが、2010年代にはサンディが島に厳しい天候をもたらした。

## 地方行政区分

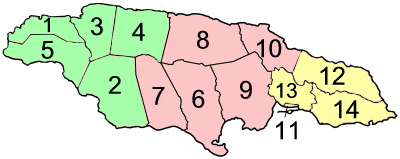
ジャマイカの地方行政区分

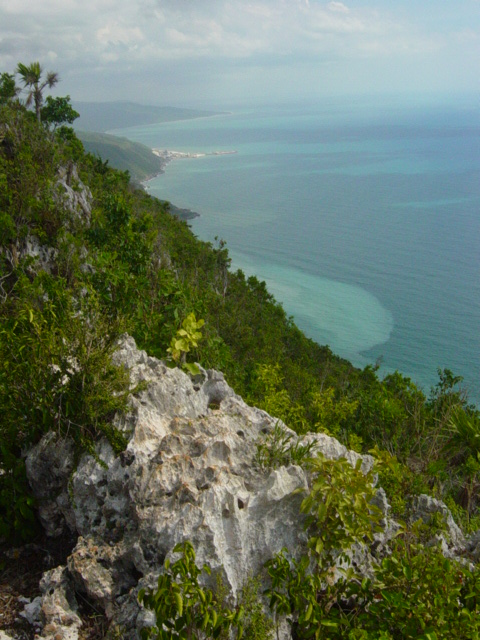
セント・エリザベス教区のラヴァーズ・リープ

ジャマイカは、3つの郡 (county) に分割され、さらに14の行政教区 (Parish) に分かれる。
コーンウォール郡（西部）は以下の行政教区を含む。
- ハノーバー教区 Hanover
- セント・エリザベス教区 Saint Elizabeth
- セント・ジェームズ教区 Saint James
- トレローニー教区 Trelawny
- ウェストモアランド教区 Westmoreland

ミドルセックス郡（中部）は以下の行政教区を含む。
- クラレンドン教区 Clarendon
- マンチェスター教区 Manchester
- セント・アン教区 Saint Ann
- セント・キャサリン教区 Saint Catherine
- セント・メアリー教区 Saint Mary

サリー郡（東部）は以下の行政教区を含む。
- キングストン教区 Kingston
- ポートランド教区 Portland
- セント・アンドリュー教区 Saint Andrew
- セント・トーマス教区 Saint Thomas

### 主要都市
- キングストン
- モンテゴ・ベイ
- ポート・アントニオ（英語版）
- オーチョ・リオス
- ネグリル

## 経済

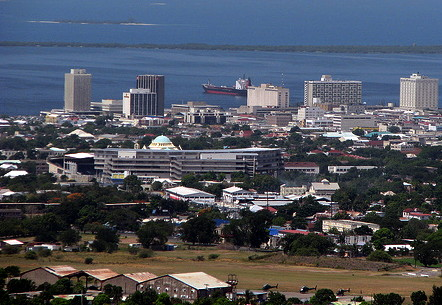
首都キングストン

IMFによれば、2019年のジャマイカのGDPは158億ドル、一人当たりのGDPは推計5782ドルで、高中進国に分類される。経済成長率 は わずか1%台で推移し、今後も微増が続く見込みである
OECDによれば、2009年の失業率は14.5%、特に24歳以下の若年層では3割超と世界で最も高い水準にある。

### 鉱業
鉱業がジャマイカの経済を支えていると言える。ボーキサイトは世界第4位の生産量（1312万トン、2002年）である。ボーキサイト以外の鉱物資源は金、塩のみである。

### 農業
農業には2002年時点で人口の10%が従事する。一人当たりの耕地面積は1.1haである。気候条件により、主食作物の栽培はサツマイモ（2万5000トン）、ついでキャッサバに偏っている。商品作物ではココナッツ、バナナである。畜産業はニワトリ、ヤギ、ついでウシを対象とする。高級コーヒー豆として有名なブルーマウンテンの80%は日本に輸出されている。コーヒー豆の生産は3000トンに留まり、世界生産量の0.04%に過ぎない。

### 工業
工業は食品工業、繊維業に偏る。

### 観光
観光も主要産業で、モンテゴ・ベイやオーチョ・リオスなどは、有名なリゾート地である。しかし、犯罪が多いため周囲に壁やフェンスを張りめぐらされたリゾート施設が増えてきている。ほか、軽工業とアメリカ企業へのデータの電算機処理は成長部門である。

## 国民

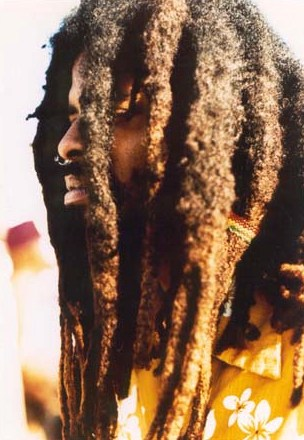
ドレッドのラスタマン

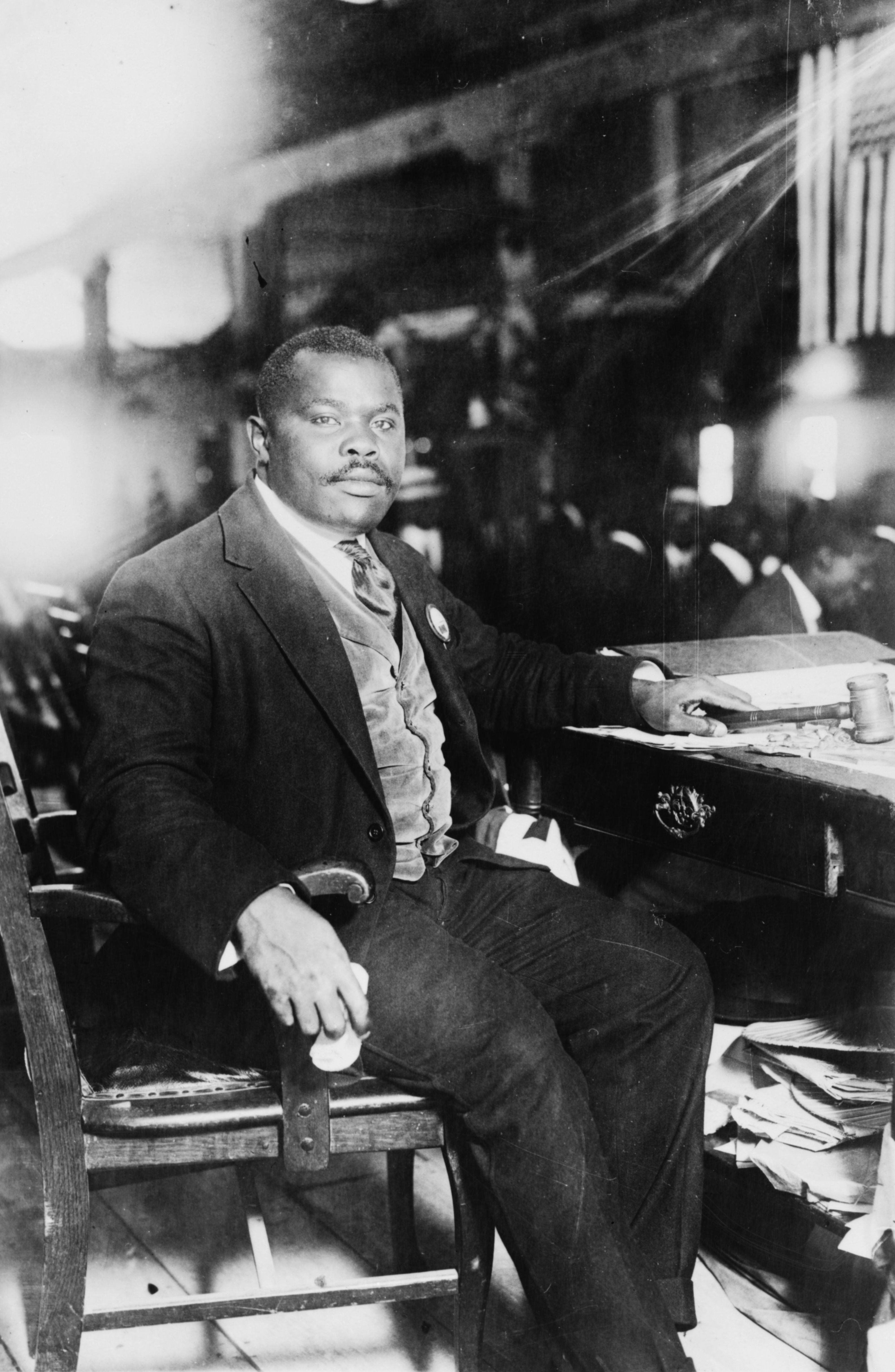
ラスタファリ運動の先駆者、マーカス・ガーヴェイ

先住民のアラワク人は、他の多くのインディヘナと同じようにヨーロッパから持ち込まれた疫病に対して免疫力が無く、植民地時代に絶滅した。
その後、砂糖プランテーションを支えるための労働力として、西アフリカから奴隷として連れてこられたアフリカ系の諸部族民が住民となった。現在の国民はアフリカ系が大部分（90.9%）を占め、インド系1.3%、白人0.2%、中国系0.2%、ムラート7.3%である。現在は中国、南アジア、コロンビア、及びその他のカリブ海諸国から移民が流入している。
20世紀の後半に大規模な製糖業が行われたが、労働力不足のためインド人（印僑）や中国人（多くは客家人）の季節労働者がジャマイカに集まった。このため、現在のような多人種国家ができあがった。国家のモットーは「One Out Of Many」（多くの部族から一つの国民に）である。

### 言語
イギリスの旧植民地であったこともあり、公用語はイギリス英語である。日本で出版されているガイドブックなどでは『ジャマイカではパトワ語が話されている』という記述を見ることがあるかもしれないが、そもそもパトワという名前はカリブ海諸国におけるヨーロッパ言語のクレオール言語の総称であり、ジャマイカの起伏が激しい地形も手伝って地域色も色濃い為必ずしも正しいとは言えない。なお、「ジャマイカ英語」は英語の方言の一つであり、クレオール言語であるパトワ語とは異なる。
ジャマイカのパトワにはrとl、bとvの区別をしない、ThatやThinkをDat,Tinkと発音するなど発音面での簡略化が見られる。これらの変化はパトワを表記する際にも現れることがある。パトワの語彙の中には英語だけでなくフランス語、スペイン語、ポルトガル語、アジアの諸言語（ヒンディー語、客家語）先住民の言語（アラワク語）なども混じっているが、英語以外の全ての要素を併せたよりもアフリカの諸言語（アカン語、イウェ語、ヨルバ語）の影響の方が多い。
しかし、ジャマイカ人は学校で標準英語の訓練を受けているため、英語が話せればジャマイカ人とのコミュニケーションで困ることはない。地名には、スペインの植民地時代を反映してオーチョ・リオスなどスペイン系のものも多い。

### 宗教
宗教はプロテスタントが 61.3%、ローマ・カトリックが4%、その他（ラスタファリ運動、イスラム教、ユダヤ教、無宗教者を含む）が34.7%である。ジャマイカのプロテスタントはヴードゥー教やサンテリアのように、ジャマイカで独自のアフリカ的発展を遂げたものもある。
その他の非キリスト教としては、バハイ教、仏教、イスラム教、ヒンドゥー教などがある。ユダヤ人の数は200人程と少ない。ジャマイカのユダヤ人は、15世紀にスペイン、ポルトガルで迫害されていたユダヤ人にルーツを持つ。

### 教育
6歳から11歳までが義務教育期間となっている。2015年の推計によれば、15歳以上の国民の識字率は88.7%(男性：84.0%、女性：93.1%)である。
主な高等教育機関としては西インド諸島大学（1948年）、ジャマイカ工科大学（1958年）、北カリブ大学（1919年）などが挙げられる。

## 社会

### ジャマイカ人移民
過去数十年の間に多くのジャマイカ人が、主にイギリス、アメリカ合衆国、カナダに移住した。これらの移民は最近では数が少なくなっている。しかし、海外に居住する膨大な数のジャマイカ人は「ジャマイカ人のディアスポラ」として知られるようになった。また、キューバへのジャマイカ人の移民もあった。
海外に居住するジャマイカ人の集住はニューヨーク市、バッファロー、マイアミ大都市圏、オーランド、タンパ、ワシントンD.C.、フィラデルフィア、ハートフォード、ロサンゼルスといったアメリカ合衆国の諸都市で多い。カナダではジャマイカ人はトロントに集中しており、モントリオールやオタワにも小さなコミュニティがある。イギリスでは、多くの都市にジャマイカ人のコミュニティがあり、そこで彼らはブリティッシュ・カリビアン共同体の大部分を占めている。

## 治安
ジャマイカの殺人事件発生数は2015年以降増加を続け、 2017年はさらに前年を22％～25％上回る水準で推移している。
また、2009年の殺人事件は1660件であるなど、ジャマイカは長年に渡って世界で最も殺人事件発生率の高い国の一つであり、国連の調査によると、大抵コロンビア、南アフリカ共和国に次いで世界第三位となる。なお、国連薬物犯罪事務所の統計データによれば、2022年において人口10万人当たりの殺人事件発生数は53.34件（殺人既遂件数：1,508件）であり同年の統計データがある国・地域の中で最も高く、治安の悪さが指摘されている。
特に首都であるキングストン市では他の都市に比べると殺人、強盗などの凶悪犯罪の発生率が高い。
警察による殺人も多く、2010年にアルジャジーラが放送したドキュメンタリー番組「PEOPLE & POWER Island of music and murder」によると、2010年1月 - 4月間だけで警察による一般市民への銃撃は83件であり、2000年から2009年の10年間に1900人以上が警察に殺害されている。
2010年6月には麻薬王クリストファー・コークの逮捕を巡り、軍・警察とキングストン・チボリガーデン地区の住民及びギャングとの間で激しい銃撃戦が起き、乳幼児を含む76名が死亡するなど、ギャングや政党間の闘争も苛烈である。

### 法執行機関
ジャマイカの公安機関はジャマイカ警察隊とジャマイカ地方警察で構成されている。

## マスコミ

### 新聞
同国を代表する新聞には「ジャマイカ・スター」や「ジャマイカ・オブザーバー」、「グリーナー」が挙げられる。

## 文化

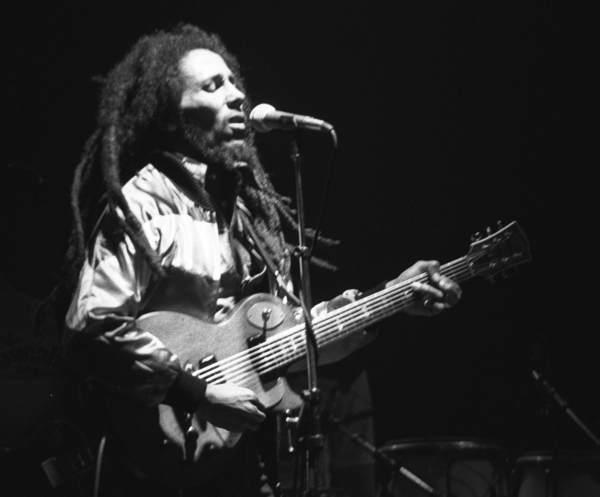
ジャマイカ音楽の象徴、ボブ・マーリー

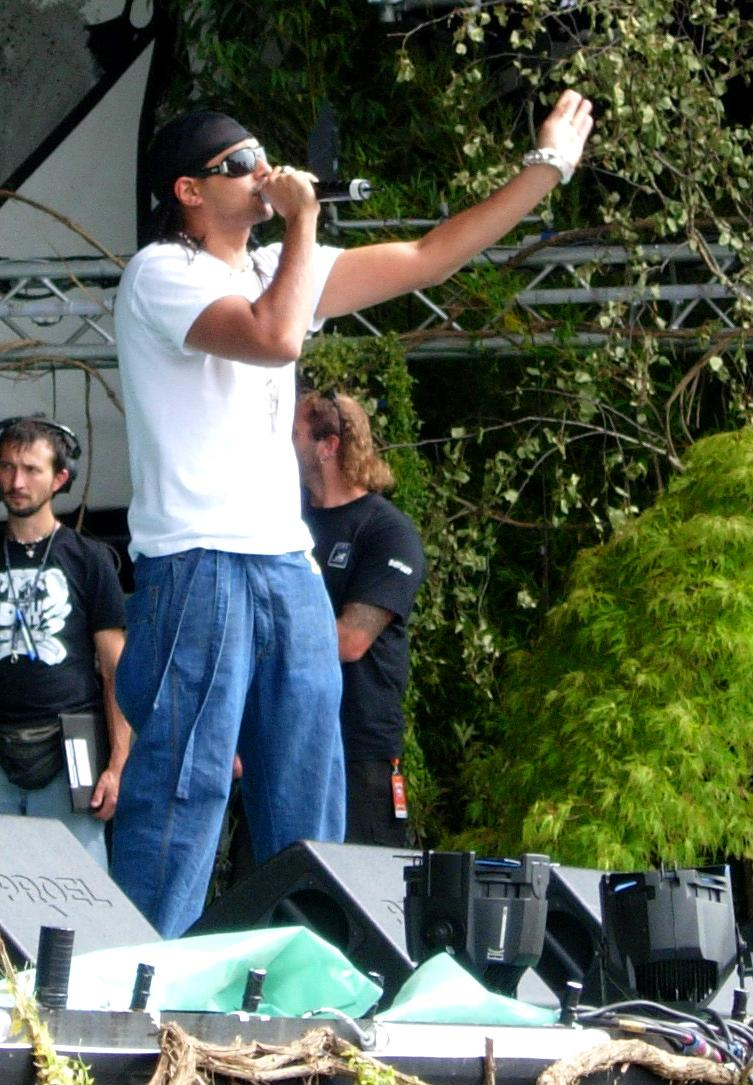
ショーン・ポール

### 食文化
ジャマイカでの調理方法は、主としてアフリカなど、イギリス、中国、インド、スペイン、アイルランド、スコットランド、マルーン、その他の多くの異なった文化の影響を受けている。

### 文学
イギリスの作家イアン・フレミングはジャマイカに住んでいたことがあり、『007ジェームズ・ボンド』にはジャマイカから着想を得た話がある。セントルシア出身のノーベル賞作家デレック・ウォルコットは西インド諸島大学で学んだ。
ジャマイカ出身の作家としてはクロード・マッケイやルイス・シンプソンが挙げられる。

### 音楽
スカ以前においてメントはトリニダード・トバゴのカリプソと混同されながらも1950年代にアメリカ市場で成功し、ジャマイカ音楽の世界での成功の基盤を築いた。
1960年代初頭にジャズなどのアメリカ合衆国のポピュラー音楽の影響を受けてスカが誕生。その後ロックステディを経て1960年代後半にレゲエが誕生し、ダブやダンスホール・レゲエ、ラガマフィンなどの音楽ジャンルが生まれた。1970年代のボブ・マーリー&ザ・ウェイラーズの世界的ヒット以降、レゲエとそのサブジャンルは世界的に認知を広げ、各地のポピュラー音楽に対して影響を与えている。

### 美術
ジャマイカの芸術は先住民であるタイノ族の伝統芸術を源流としている。

### 映画
ジャマイカ映画の知名度は高くはないが、キングストンのトレンチタウンでレゲエの生まれた時期を取り扱った『ハーダー・ゼイ・カム』（1972年）はジャマイカ初の長編映画として有名である。

### 建築
ジャマイカにはジョージ王朝様式の建築物が現在も遺されている。

### 被服
カリバ・スーツ発祥の地である。また、国際的なブライダルフェアとしてキングストン・ブライダルウィークが2011年から開催されている。

### 世界遺産
2015年の第39回世界遺産委員会終了時点で、ジャマイカにはUNESCOの世界遺産リストに登録された物件が1件ある。
- ブルー・アンド・ジョン・クロウ・マウンテンズ

### 祝祭日
| 日付          | 日本語表記       | 現地語表記          | 備考                                             |
| ------------- | ---------------- | ------------------- | ------------------------------------------------ |
| 1月1日        | 元日             | New Year's Day      |                                                  |
| 2月21日       | 灰の水曜日       | Ash Wednesday       |                                                  |
| 4月5日 - 10日 | 復活祭           | Easter              |                                                  |
| 5月23日       | 労働者の日       | Labour Day          |                                                  |
| 8月1日        | 解放記念日       | Emancipation Day    | 英領西インド諸島における1833年の黒人奴隷解放の日 |
| 8月6日        | 独立記念日       | Independence Day    |                                                  |
| 10月16日      | 国民的英雄の日   | National Hero's Day |                                                  |
| 12月25日      | クリスマス       | Christmas Day       |                                                  |
| 12月26日      | ボクシング・デー | Boxing Day          |                                                  |

### スポーツ
クリケット
クリケットはジャマイカで最も人気のスポーツである。中でも、クリス・ゲイルは代表的なジャマイカ出身のクリケット選手である。代表チームは多国籍ナショナルチームの西インド諸島代表に含まれており、2007年に西インド諸島で開催されたクリケット・ワールドカップでは首都キングストンのクリケット場のサビナパークが会場の一つになった。2013年にカリブ海地域の6カ国が連合になったトゥエンティ20形式のプロリーグであるカリビアン・プレミアリーグが開幕し、ジャマイカ・タラワーズが参加している。ウサイン・ボルトはクリケット選手になることが夢で少年時代にプレーしていたが、家庭環境の影響もあり、陸上競技に転向した。
サッカー
サッカーも人気スポーツであり、1973年にプロサッカーリーグのナショナルプレミアリーグが創設された。ジャマイカサッカー連盟（JFF）によって構成されるサッカージャマイカ代表はFIFAワールドカップには1998年大会で初出場し、グループリーグで日本代表と対戦して2-1で勝利しワールドカップ初勝利をあげた。CONCACAFゴールドカップでは、2015年大会と2017年大会で準優勝の成績を残している。著名な選手としてはウェズ・モーガン、マイケル・アントニオ、レオン・ベイリーなどが挙げられる。
陸上競技
陸上競技では、2000年代に入るとスプリント競技において義務教育からの徹底した訓練と、国による助成で人材の海外流出に歯止めがかかり、100m・200m・400mリレーの世界記録保持者でもあるウサイン・ボルトや、100m前世界記録保持者のアサファ・パウエルらを輩出している。なお、1990年代まではジャマイカ出身のスプリンターが他国に帰化することは珍しくなく、リンフォード・クリスティ（イギリス国籍）、マリーン・オッティ（スロベニア国籍）、ベン・ジョンソン（カナダ国籍）、ドノバン・ベイリー（カナダ国籍）らは全員ジャマイカ出身である。